# Tom Hooper
Tom Hooper, celým jménem Thomas George Hooper (* 5. října 1972, Londýn, Spojené království) je britský filmový a televizní režisér britsko-australského původu. Jeho otec byl anglický mediální podnikatel Richard Hooper, matka byla australská autorka a pedagožka.
Své první krátké filmy začal vytvářet již ve 13 letech na šestnáctimilimetrový film. Po studiích na univerzitě v Oxfordu se začal věnovat televizní tvorbě.
Mezi jeho nejznámější a nezdařilejší díla patří snímek Králova řeč z roku 2010, za který získal Oscara za nejlepší režii. Úspěchy zaznamenal i jím režírovaný filmový muzikál Bídníci z roku 2012.
Televizní režii se věnuje od roku 1997. Svůj první výraznější úspěch zaznamenal v roce 2002 britským televizním snímkem (minisérií) Daniel Deronda. První cenu Emmy získal v roce 2005 za snímek Královna Alžběta. Za televizní snímek Lord Longford z roku 2007 obdržel hned dvě ceny BAFTA. Mezi jeho další úspěšná díla patří i televizní film John Adams z roku 2008, který získal řadu cen Emmy i několik Zlatých glóbů.

## Filmografie
| Rok  | Název         |
| ---- | ------------- |
| 2004 | Rudý prach    |
| 2009 | Prokletý klub |
| 2010 | Králova řeč   |
| 2012 | Bídníci       |
| 2015 | Dánská dívka  |
| 2019 | Cats          |